# BMW 8026
Das BMW 8026 war ein kleines Strahltriebwerk des deutschen Herstellers BMW Triebwerkbau GmbH, das Anfang der 1960er-Jahre für die Verwendung in Drohnen, Kurzstreckenraketen und Motorseglern hergestellt wurde.

## Geschichte
Im Dezember 1961 wurde das Triebwerk nach den Anforderungen CAR Part 13 zertifiziert und anschließend für die Flugerprobung freigegeben.

## Konstruktion
Das Triebwerk wurde vom BMW 8025 abgeleitet, das seine erste experimentelle Anwendung im Motorsegler Hütter H 30 TS fand. Die Auslegung des BMW 8026 ist sehr ähnlich derjenigen der BWM-6012-Wellenturbine, es fehlt jedoch das Getriebe. Die Schmierung erfolgt durch eine fünfprozentige Ölzumischung zum Kraftstoff und BMW erklärte, dass das Triebwerk ansonsten wartungsfrei sei.

## Technische Daten
| Kenngröße            | Daten |
| -------------------- | --- |
| Typ                  | Radial Turbojet                                                                                                 |
| Verdichter           | einstufiger Radialverdichter, Verdichtungsverhältnis 3:1 bei einer Drehzahl von 45.000 min−1                    |
| Brennkammer          | scheibenförmige Ringbrennkammer im Ringraum zwischen Verdichter und Turbine Treibstoff wird radial eingespritzt |
| Turbine              | einstufige Radialturbine                                                                                        |
| Max. Durchmesser     | 0,38 m |
| Länge                | 0,60 m |
| Gewicht (trocken)    | 38 kg |
| Nominaler Standschub | 0,45 kN |